# یتیمچه

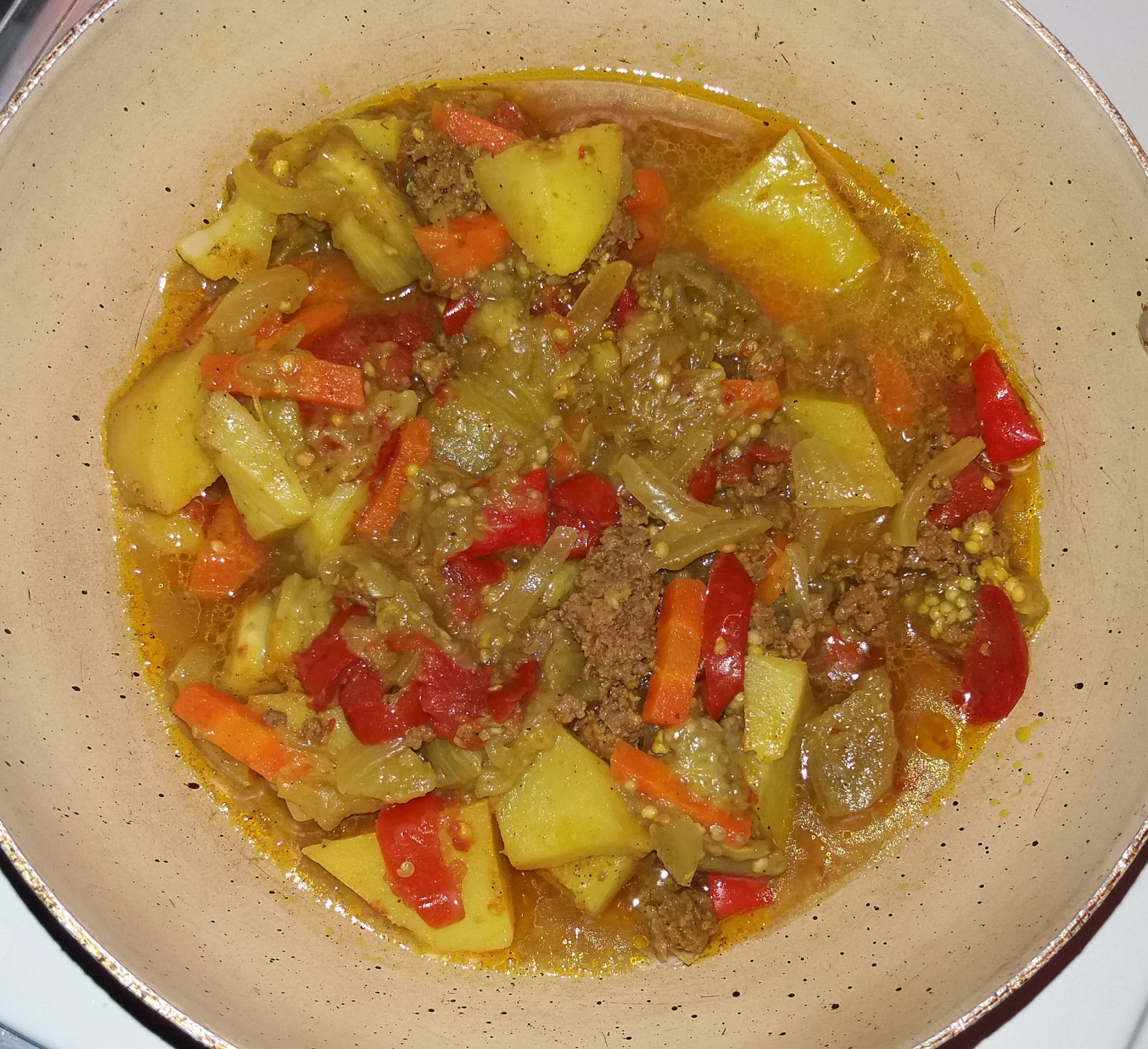

یتیمچه غذایی بومی شمال غرب ایران است که در مناطق آذری نشین ایران و همچنین جمهوری آذربایجان طرفداران خاص خود را دارد.شیوه پخت در مناطق مختلف مثل اردبیل یا تبریز اندکی متفاوت است. این غذا از بادمجان، گوجه و پیاز و سیب زمینی درست می‌شود و علت این که به این غذا یتیمچه می‌گویند این است که گوشت ندارد. سیب زمینی را جداگانه تفت داده و به دیگر مواد که پوست کنده در حال پختن هستند اضافه می‌کنیم. مدتی که مواد با فلفل سیاه و نمک حرارت دیدند غذا آماده است. به جای بادمجان می‌توان از کدو نیز استفاده کرد.
یتیمچه تا حد زیادی به غذای فرانسویِ راتاتویی شباهت دارد.

## مواد لازم
- بادمجان یا کدو
- گوجه فرنگی یا رب
- پیاز
- سیر
- نمک
- فلفل سیاه یا قرمز
- زردچوبه
- روغن یا کره
- سیب زمینی
- بنابر ذائقه فلفل دلمه نیز افزوده می شود.[۶]

## طرز تهیه
بادمجان، سیب زمینی وپیاز شسته شده و پوست گیری می شود. سپس مواد به قطعات کوچک در اندازه دلخواه خرد میشود.
بادمجان‌های خرد شده در مقداری آب و نمک گذاشته می شود تا تلخی بادمجان گرفته شود و البته روغن کمتری هم به خودش بگیرد. پیاز‌های خرد شده را در مقدار کمی روغن تفت می دهند. سیر رنده شده را هم در این مرحله اضافه می کنند. همین که بوی سیر بلند شد نوبت اضافه کردن بادمجان‌هایی که آبکش کرده و شسته‌ شده است می شود که به همراه فلفل دلمه‌ای خرد شده(اختیاری) به ترکیب پیاز و سیر تفت داده شده اضافه می شود.
سپس نمک، فلفل و زردچوبه را اضافه کرده و تفت می دهند. وقتی بادمجان و فلفل دلمه‌ای طلایی و نرم شدند ۱ قاشق غذاخوری رب گوجه را هم اضافه کرده و تفت داده می شود تا طعم خامی رب گرفته شود. گوجه فرنگی‌های پوست گرفته و ریز خرد شده یا رنده شده را اضافه کرده و درب ماهیتابه یا قابلمه را می گزارند تا آب گوجه فرنگی به خورد تمام مواد برود و گوجه‌ها هم سرخ شوند. وقتی گوجه فرنگی آبش کشیده شد، سیب زمینی های خرد شده نیز اضافه می گردد. ۲ لیوان آبجوش روی مواد ریخته می شود و  یتیمچه روی شعله ملایم گاز باقی می ماند تا جا بیفتد و آبش به مقدار دلخواه شما کشیده شود.